# Heptylamin
Heptylamin (genauer n-Heptylamin) ist eine chemische Verbindung aus der Gruppe der aliphatischen Amine. Es ist zugleich ein primäres Amin.

## Gewinnung und Darstellung
Heptylamin kann durch Reaktion von in Ethanol gelöstem Heptaldoxim mit Natrium gewonnen werden.

## Eigenschaften
Heptylamin ist ein entzündliche, luftempfindliche, flüchtige, farblose Flüssigkeit mit aminartigem Geruch.

## Sicherheitshinweise
Die Dämpfe von Heptylamin können mit Luft ein explosionsfähiges Gemisch bilden. Die Verbindung besitzt einen Flammpunkt von 44 °C.